# Jordi Joan Mataix Hidalgo
Jordi Joan Mataix Hidalgo és un enginyer superior en telecomunicacions i polític català. Militant del Centro Democrático y Social, en 1988 va substituir en el seu escó en el Congrés dels Diputats Antoni Fernández Teixidó, escollit a les eleccions generals espanyoles de 1986 i que havia dimitit per presentar-se com a cap de llista del seu partit a les eleccions al Parlament de Catalunya de 1988. De 1988 a 1989 fou vocal de la Comissió d'Indústria, Obres Publiques i Serveis i de la Comissió del Defensor del Poble del Congrés dels Diputats. No se li coneix més participació en política.